# Eva Lund
Eva Lund (Estocolm, Suècia, 1 de maig de 1971) és una jugadora de cúrling sueca, guanyadora de dues medalles olímpiques d'or. Nascuda amb el nom d'Eva Eriksson, es canvià el seu cognom en casar-se amb Stefan Lund, seleccionador suec.
Va participar en els Jocs Olímpics d'Hivern de 2006 realitzats a Torí (Itàlia), on aconseguí guanyar la medalla d'or en la prova de cúrling femenina. En els Jocs Olímpics d'Hivern de 2010 realitzats a Vancouver (Canadà) aconseguí revalidar el títol. Al llarg de la seva carrera ha guanyat quatre medalles en el Campionat del Món de cúrling, destacant els ors aconseguits el 2005 i 2006; i set medalles en el Campionat d'Europa, destacant els ors dels anys 1993, 2001, 2003, 2004, 2005 i 2007.